# 알란 스미시 영화
알란 스미시 영화(An Alan Smithee Film: Burn Hollywood Burn)는 미국에서 제작된 아서 힐러 감독의 1997년 코미디 영화이다. 라이언 오닐 등이 주연으로 출연하였고 벤 마이론 등이 제작에 참여하였다.

## 출연

### 주연
- 라이언 오닐
- 쿨리오

### 조연
- 척 디
- 에릭 아이들
- 리차드 제니
- 레슬리 스테판슨
- 산드라 버나드
- 체리 런기
- 하비 웨인스타인
- 개빈 폴론
- 맥 라이트
- 마르첼로 테드포드
- 니콜 네이겔
- 스티븐 토보로스키
- 에릭 킹
- 짐 피독
- 나오미 캠벨
- 메리앤 멀럴라일리
- 설리 맥컬러프
- 로버트 리트만
- 듀안 데이비스
- 히데오 키무라
- 얼 킴 쉬로마
- 제스 람비스
- 크리스토퍼 켈리
- 실베스터 스탤론
- 우피 골드버그
- 성룡
- 로버트 에반스
- 로버트 샤피로
- 셰인 블랙
- 마리오 마카도
- 리사 캐닝
- 존 코코란
- 조 에스터하스
- 래리 킹
- 피터 바트
- 도미닉 던
- 빌리 밥 손튼
- 빌리 바티
- 빅터 드라이
- 스탠리 랠프 로스
- 토니 드본
- 노만 주이슨

## 제작진
- 공동제작: 프레드 C. 카루소
- 협력프로듀서: 마이클 R. 슬로안
- 미술: 데이비드 L. 스니더
- 세트: 클로뎃 디덜
- 소품팀: 멜라니 J. 베이커
- 의상: 로라 바우어
- 배역: 낸시 포이